# 門馬村
門馬村（かどまむら）は、昭和30年（1955年）まで岩手県下閉伊郡にあった村。現在の宮古市門馬・田代・平津戸・区界にあたる。

## 地理
- 山：早池峰山、青松葉山
- 河川：閉伊川

## 沿革
- 明治22年（1889年）4月1日 - 町村制施行にともない、門馬村・田代村・平津戸村の計3か村が合併して中閉伊郡門馬村が発足。川井村と組合村を形成。
- 1897年（明治30年）4月1日 - 郡の統合により中閉伊郡・東閉伊郡・北閉伊郡が合併して下閉伊郡が発足[1]。下閉伊郡門馬村となる。
- 昭和30年（1955年）7月1日 - 川井村・小国村と合併し、新制の川井村となる。

## 行政
- 歴代村長

川井・門馬組合村長
川井村の項を参照のこと

## 交通

### 鉄道
- 国鉄山田線：区界駅 - 松草駅 - 平津戸駅